# Фейсал ибн Халид Аль Сауд
 Фейсал ибн Халид Аль Сауд (араб. فيصل بن خالد بن عبد العزيز آل سعود‎; род. 1954, Эр-Рияд) — саудовский принц и эмир Асира (2007—2018), сын короля Халида.

## Биография
Родился в 1954 году в Эр-Рияде в семье принца Халида и Ситы бинт Фахд аль-Дамир (ум. 25 декабря 2012). Она умерла в возрасте 90 лет.
Получил образование в Эр-Рияде и в Американском университете в Сан-Матео.
В 2003 году назначен заместителем эмира Асира. В 2007 году назначен эмиром Асира, был в этой должности до 2018 года. В декабре 2018 года его сменил принц Турки ибн Таляль Аль Сауд.
Фейсал также является членом «Совета Преданности».
Председатель попечительского Совета Фонда Короля Халида, владеет конюшней.